# 押木田町
押木田町（おしきだちょう）は、愛知県名古屋市中村区の地名。現行行政地名は押木田町1丁目および押木田町2丁目。住居表示未実施。

## 地理
名古屋市中村区中央部に位置する。西は豊国通、南は千成通に接する。

## 歴史

### 地名の由来
下中村町の字名による。『地名の語源辞典』によると、木田は自然堤防上の土地を指す言葉であり、土地の一部が乾田があり、土地が高くなっていたことによるという。

### 沿革
- 1947年（昭和22年）9月1日 - 以下の通り、中村区下中村町の一部により、同区押木田町として成立[1]。
  - 押木田町1丁目が、下中村町字押木田・字折戸・字七反田・字北鈍池・字北郷中の各一部として成立[1]。
  - 押木田町2丁目が、下中村町字押木田・字七反田・字北鈍池・字折戸・字東鈍池の各一部により成立[1]。

## 世帯数と人口
2019年（平成31年）2月1日現在の世帯数と人口は以下の通りである。
| 町丁     | 世帯数  | 人口  |
| -------- | ------- | ----- |
| 押木田町 | 414世帯 | 741人 |

### 人口の変遷
国勢調査による人口の推移
| 1950年（昭和25年） | 432人   | [ 9 ]  |  |
| 1955年（昭和30年） | 754人   | [ 9 ]  |  |
| 1960年（昭和35年） | 887人   | [ 10 ] |  |
| 1965年（昭和40年） | 994人   | [ 10 ] |  |
| 1970年（昭和45年） | 1,057人 | [ 11 ] |  |
| 1975年（昭和50年） | 1,167人 | [ 11 ] |  |
| 1980年（昭和55年） | 1,060人 | [ 12 ] |  |
| 1985年（昭和60年） | 991人   | [ 12 ] |  |
| 1990年（平成2年）  | 896人   | [ 13 ] |  |
| 1995年（平成7年）  | 871人   | [ 14 ] |  |
| 2000年（平成12年） | 835人   | [ 15 ] |  |
| 2005年（平成17年） | 814人   | [ 16 ] |  |
| 2010年（平成22年） | 760人   | [ 17 ] |  |
| 2015年（平成27年） | 725人   | [ 18 ] |  |

## 学区
市立小・中学校に通う場合、学校等は以下の通りとなる。また、公立高等学校に通う場合の学区は以下の通りとなる。
| 番・番地等 | 小学校               | 中学校               | 高等学校 |
| ---------- | -------------------- | -------------------- | -------- |
| 全域       | 名古屋市立千成小学校 | 名古屋市立豊国中学校 | 尾張学区 |

## 施設
- 名古屋市営押木田荘[7]
- 押木田公園[7]
- 下中八幡宮[7]

## その他

### 日本郵便
- 郵便番号 : 453-0833[4]（集配局：中村郵便局[21]）。